# Darío Stefanatto
Darío Gustavo Stefanatto (Buenos Aires, 3 aprile 1985) è un ex calciatore argentino, di ruolo centrocampista.

## Carriera
La sua carriera professionistica inizia in Argentina al Club Atlético All Boys.

## Palmarès

### Club

#### Competizioni nazionali
- Campionato argentino: 1

Estudiantes: Apertura 2010